# Okrouhlický potok (přítok Benešovského potoka)
Okrouhlický potok je malý potok v okrese Benešov. Pramení východně od obce Struhařov a ve vsi Bedrč se vlévá zprava do Benešovského potoka. Délka jeho toku činí 8,0 km. Plocha povodí měří 27,6 km². Má jméno po jedné z obcí kolem které protéká – Okrouhlice.

## Průběh toku
Okrouhlický potok pramení východně od obce Struhařov. Protéká menším rybníčkem a následně se vlévá do Velkého a Struhařovského rybníka. Poté pokračuje přes několik menších rybníčků obcí Struhařov, kde se do něj zprava vlévá další menší potok pramenící v obci. Pokračuje dále k severu, kde protéká dalšími rybníky. Je zde sycen menším potokem z přilehlého rybníka a severně od Struhařova pak také zprava Jezerským potokem pramenícím ve vsi Jezero.
Dále pokračuje zahloubeným údolím východně od vsí Boušice a Dlouhé Pole, kde vstupuje do lesa. Zde je napájen dalším menším potůčkem zprava, tedy od východu. Dále také větším ramenem pramenícím jižně od Okrouhlice. Východně od usedlosti Červený Dvůr se na začátku chatové osady Sioux do něj vlévá jeden potok zleva. Dále potok postupuje lesem, kde ho sytí dva potoky zprava a jeden zleva.
Po vystoupení z lesa ho napájí silný Petroupimský potok a dále v Bedrči Řehta, oba zprava. Na západě této vsi se pak vlévá do Benešovského potoka.

## Vodní režim
Průměrný průtok u ústí činí 0,11 m³/s.